# Columbia Falls (Montana)
Columbia Falls – miasto w Stanach Zjednoczonych, w stanie Montana, w hrabstwie Flathead.